# 大夫 (医生)
大夫，中国古代常将医生尊称为医官，医官是一种总称，自宋代以来，医官中最高一级的官职是大夫，依下类推为郎（又称郎中）及医效等。

## 历史
大夫在古代是一种較高的官职，春秋时大夫有上中下之分，到了秦汉，又有谏议大夫，唐代有御史大夫。但医官的职位还没有达到大夫一级。自宋代设大夫级别的医官后，民间就把医生称为大夫，在中国北方尤为通行。特别是正规部门的医生，如太医院的人，则一律称“大夫”。

### 宋代醫散官
原十四階，高宗紹興年間續增八階
| 從六品 | 和安大夫、成和大夫、成安大夫                             |
| 正七品 | 成全大夫、保和大夫、保安大夫、翰林良醫                   |
| 從七品 | 判太醫局令、翰林醫效、翰林醫痊                           |
| 正八品 | 和安郎、成和郎、保安郎、成安郎、成全郎、保和郎、翰林醫官 |
| 從八品 | 翰林醫愈、翰林醫證、翰林醫診、翰林醫候                   |
| 正九品 |                                                          |
| 從九品 | 翰林醫學                                                 |

## 大夫和郎中
大夫和郎中都可以作为医生的别称。但两者仍有一些区别。
一般设馆医病的医生称大夫；至于草药店或上街高喊，或走街串巷医治的医生称为郎中；現在的郎中一般指的是不具合格醫生資格的密醫。在地方习俗上，北方人称大夫的多，南方人称郎中的多。

## 參看
- 醫生
- 中醫師
- 醫女